# Musée de la Calèche
Le musée de la Calèche était une collection privée se trouvant dans le théâtre de l'Alcazar (classé monument historique) à Territet, dans la commune de Montreux (canton de Vaud) en Suisse.
La collection comprenait une cinquantaine de pièces allant des fiacres, des tilburys, des calèches, des landaus aux coupés de ville du XVIIIe au XIXe siècle, ainsi que des chars siciliens et afghans ou des traîneaux de Saint-Moritz et de Leysin. Le musée conservait en particulier une voiture de maharadjah du XVIIIe siècle, décorée de nacre et tractée par un éléphant.
Ce musée a fermé à la suite de difficultés financières, la collection est dispersée en 2021,.